# USS LST-801
El USS LST-801 fue un buque de desembarco de tanques clase LST-542 de la Armada de los Estados Unidos. Fue puesto en grada el 6 de septiembre de 1944 en el Jeffersonville Boat and Machine Co. de Indiana; fue botado el 14 de octubre de ese mismo año, amadrinado por Jane E. Calhoun; y puesto en servicio el 8 de noviembre, al mando del teniente de la Naval Reserve Herbert G. Whitehead.
Durante la Segunda Guerra Mundial, el LST-801 estuvo asignado al Teatro Asiático-Pacífico participando de las ocupaciones de Okinawa entre marzo y junio de 1945. Finalizado el conflicto, el LST-801 estuvo en la ocupación del Extremo Oriente hasta fines de marzo de 1946. Regresó a los Estados Unidos, donde fue retirado del servicio el 18 de julio de 1946; y su nombre fue removido de la lista naval el 18 de agosto del mismo año. La nave había obtenido una estrella de batalla por su servicio. El 29 de diciembre de 1947, fue vendido a Pablo N. Ferrari & Co.
Durante el escaso tiempo que fue propiedad del mencionado particular, el buque se llamó «Don Antonio». Vendido a la Argentina en 1947, el Don Antonio fue incorporado por la Armada de este país siendo designado «BDT N.º 5». En 1959, recibió un nombre: «Cabo Buen Tiempo». Sin embargo, año siguiente causó baja y su nombre fue transferido al BDT N.º 13.